# Tòa nhà Nghị viện Hungary
Tòa nhà Nghị viện Hungary (tiếng Hungary: Országház, phát âm [ˈorsaːkhaːz]), còn được gọi là Tòa Nghị viện Budapest, là trụ sở của Quốc hội Hungary, một biểu tượng rất được chú ý của Hungary và là một điểm du lịch nổi tiếng ở Budapest. Nó nằm ở Quảng trường Lajos Kossuth, bên bờ sông Danube. Đây là tòa nhà lớn nhất ở Hungary hiện tại và nó vẫn là tòa nhà cao nhất ở Budapest.

## Lịch sử

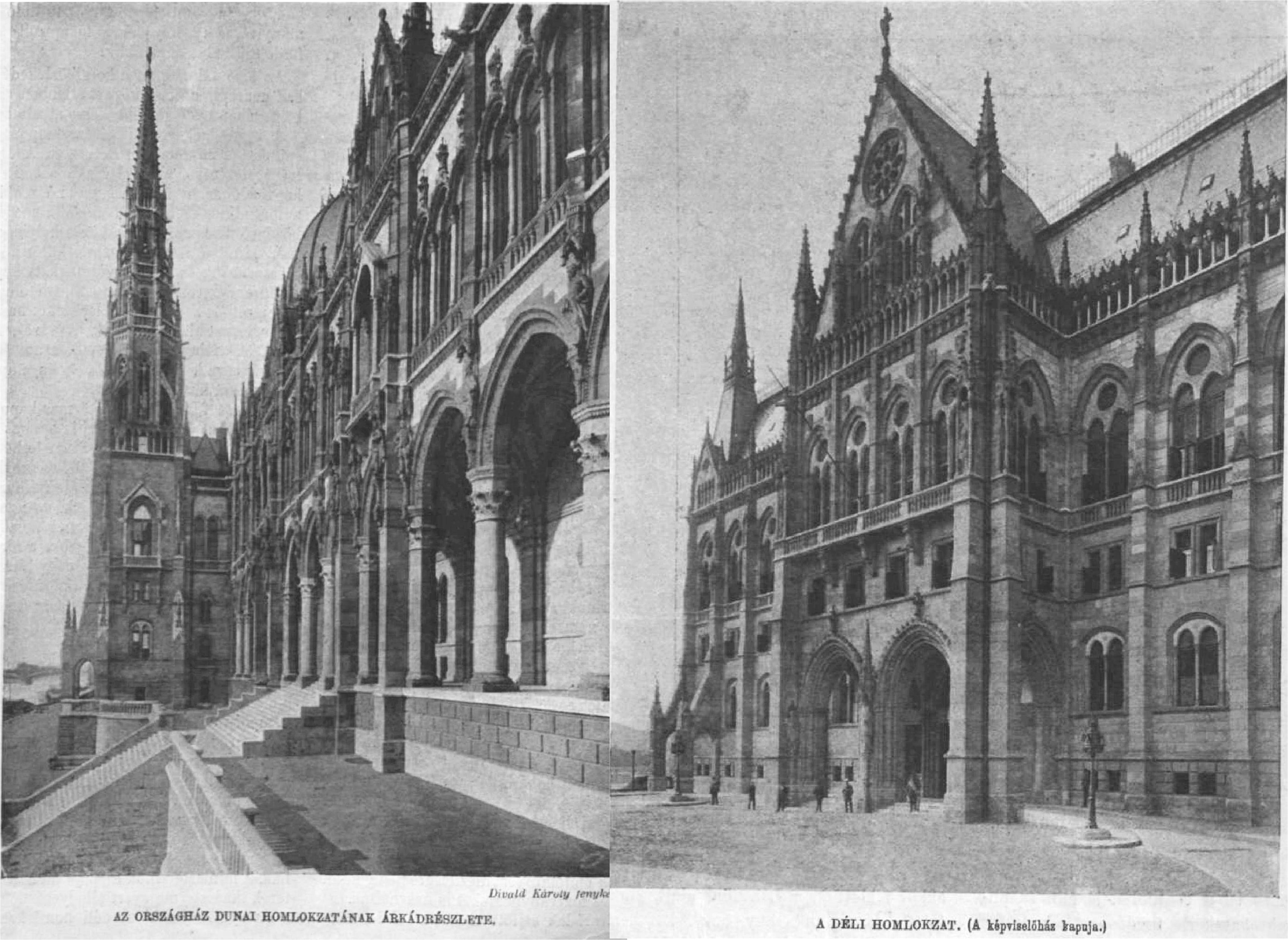
Tòa nhà quốc hội ở 1905

Budapest được hợp nhất từ ba thành phố trong năm 1873 và bảy năm sau đó, Quốc hội Hungary đề xuất xây dựng một Tòa nhà Quốc hội mới, đại diện cho sự chủ quyền của quốc gia. Tòa nhà được lên kế hoạch là sẽ hướng mặt tiền ra dòng sông. Một cuộc thi tầm vóc quốc tế đã được tổ chức, kiến trúc sư Imre Steindl mới nổi, đã đoạt giải cuộc thi; hai kiến trúc sư khác sau đó cũng đưa ra ý tưởng dựa trên khuôn mẫu của Bảo tàng Dân tộc học và trụ sở Bộ Nông nghiệp Hungary, cả hai tòa nhà này đều đối diện với Tòa nhà Nghị viện. Bản thiết kế thắng cuộc của kiến trúc sư Imre Steindl được bắt đầu xây dựng năm 1885 và tòa nhà được khánh thành vào ngày kỷ niệm đất nước tròn 1000 năm tuổi vào năm 1896. Việc xây dựng kết thúc hoàn toàn vào năm 1904. (Kiến trúc sư của tòa nhà đã bị mù trước khi nó hoàn thành.)
Khoảng 100 000 người được đưa đến xây dựng, quá trình xây dựng gồm 40 triệu viên gạch, nửa triệu viên đá quý và 40 kilôgam (88 lb) vàng đã được sử dụng. Từ thời Đệ Nhị Thế Chiến, cơ quan lập pháp đã đơn nhất với hành chính và tư pháp; hiện nay chính quyền chỉ sử dụng một phần nhỏ của tòa nhà. Trong suốt thời kỳ Cộng hòa Nhân dân Hungary, một ngôi sao màu đỏ tượng trưng cho chế độ cộng sản được gắn trên đỉnh đầu của mái vòm, nhưng sau đó đã bị gỡ bỏ vào năm 1990. Mátyas Szűrös tuyên bố thành lập nước Cộng hòa Hungary, ông đứng đọc tuyên ngôn ở ban công tòa nhà hướng ra Quảng trường Kosuth Lajos ngày 23 tháng 10 năm 1989.

## Đặc điểm

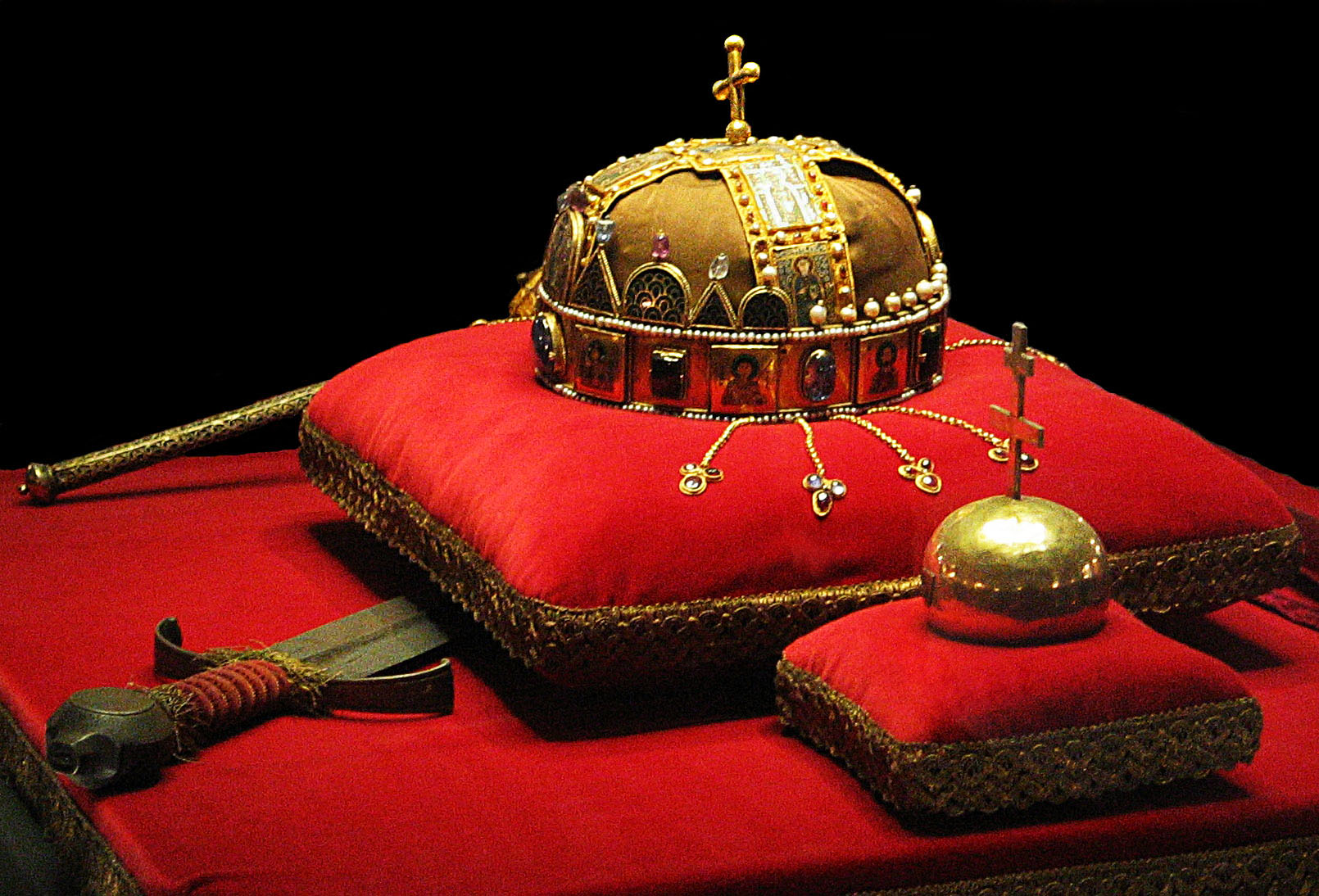
Vương miện Thần thánh của Hungary ở sảnh trung tâm.

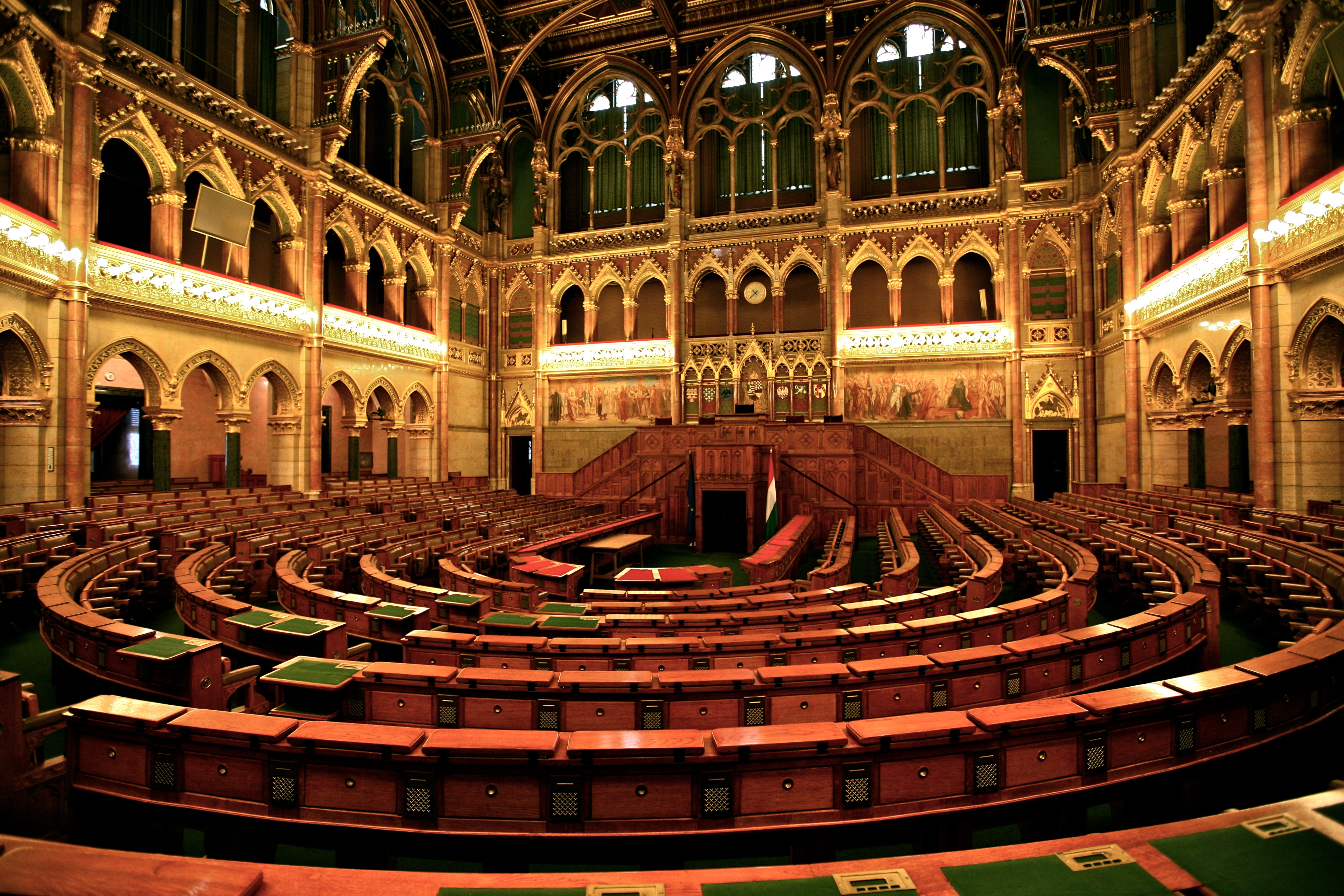
Một đại sảnh của Thượng viện.

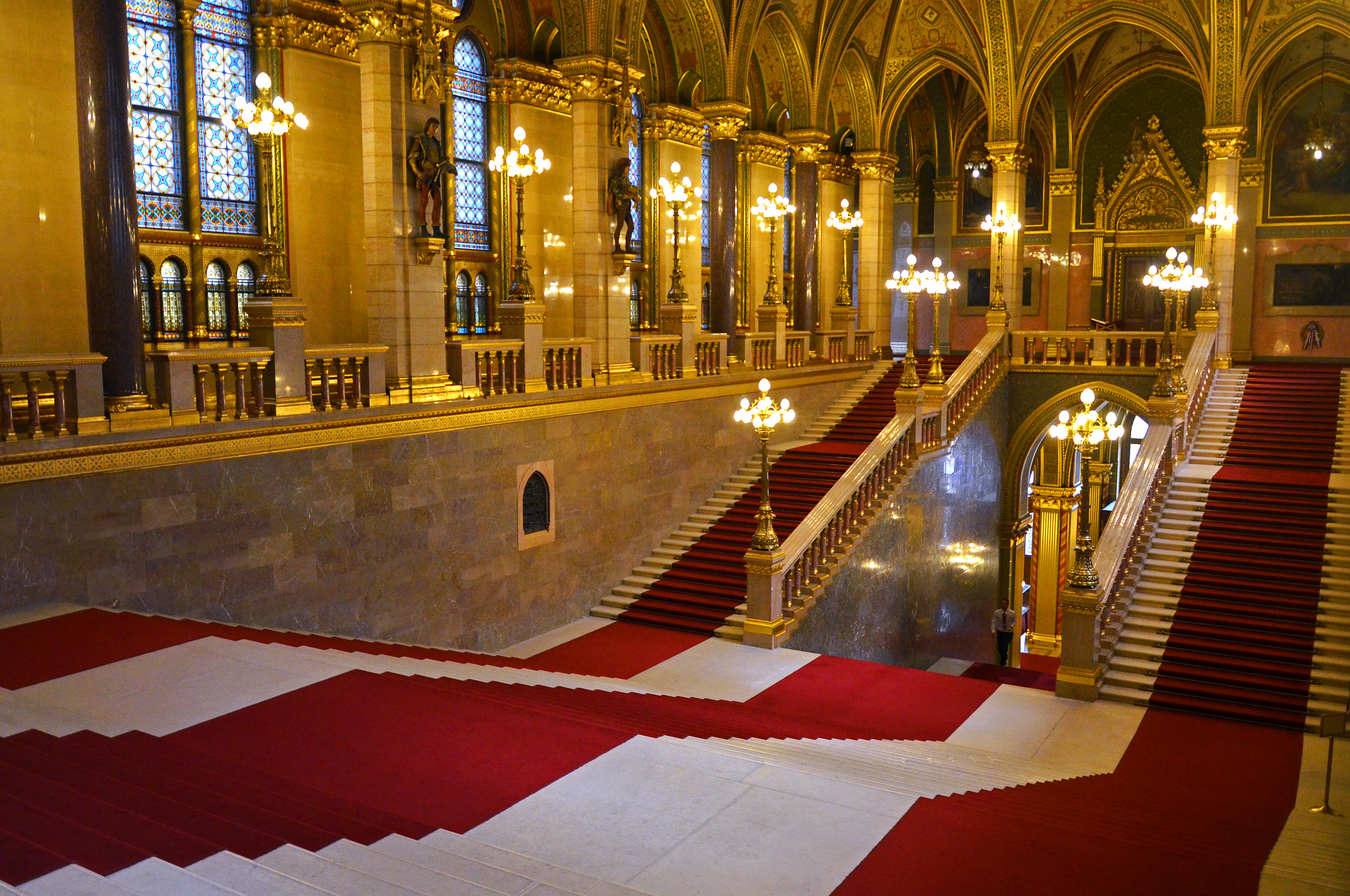
Sảnh chính của tòa nhà nghị viện.

Tòa nhà Nghị viện được xây dựng theo phong cách kiến trúc Tân Gô Tích; có một mặt tiền đối xứng và một mái vòm trung tâm. Mái vòm được thiết kế theo kiến trúc Tân Phục Hưng. Ở bên trong tòa nhà, việc sử dụng cũng "đối xứng" với nhau tương tự như kiến trúc vậy. Có hai hội trường hoàn toàn giống nhau và đối xứng nhau, nhưng một hội trường được dùng cho mục đích chính trị, còn lại dành cho khách du lịch tham quan. Tòa nhà dài 268 m (879 ft) và rộng 123 m (404 ft). Khuôn viên và nội thất bao gồm 10 sân, 13 thang máy cho hành khách và vận chuyển, 27 cổng, 29 cầu thang và 691 phòng (trong đó bao gồm hơn 200 văn phòng). Với chiều cao của 96 m (315 ft), nó là một trong hai tòa nhà cao nhất ở Budapest cùng với Tòa Thánh Stephen. Số 96 ở đây đề cập đến cái năm mà Hungary đánh dấu cột mốc thiên niên kỷ của mình: năm 1896; và năm 896 Vương quốc Hungary được khai sinh.
Mặt tiền của tòa nhà hướng ra Sông Danube, nhưng cổng chính ra vào dành cho các viên chức quốc gia là cổng phía đông. Nội và ngoại thất, có tổng cộng 242 phù điêu, tác phẩm điêu khắc trên mọi bức tường.
Mặt tiền tòa nhà trưng bày những tác phẩm điêu khắc về các vị quân chủ của Hungary (xem thêm tại Vương quốc Hungary), các vị quân chủ của Transylvania và một số tướng lĩnh quân sự nổi tiếng. Các phù hiệu áo giáp của những vị vua và công tước được trang trí trên các cửa sổ. Cầu thang phía đông được "canh gác" bởi hai bên là hai con sư tử đá.
Khi vào tham quan Tòa nhà Nghị viện, du khách có thể bước trên những bậc thang được trang trí hết sức tuyệt vời, du khách còn được thưởng thức các bức bích họa trên trần nhà và tượng bán thân của kiến trúc sư - cha đẻ của tòa nhà ở một góc tường: ngài Imre Steindl. Những bức tượng khác bao gồm thủ lĩnh người magyar, vua Stephen Đệ Nhất và John Hunyadi.
Một trong những phần nổi tiếng nhất của tòa nhà là sảnh trung tâm cùng với các sảnh phụ, phòng liền kề nó có hình dạng đa giác (mười sáu mặt),điển hình là Thượng viện sảnh và Hạ viện sảnh. Ngày nay, Quốc hội là một cơ quan lập pháp đơn nhất, các đại biểu gặp gỡ, trao đổi với nhau ở Hạ viện sảnh, trong khi Thượng viện sảnh được dùng cho các hội nghị và cuộc họp. Hình ảnh của Vương miện thần thánh Hungary luôn được đính trên Quốc huy Hungary, sau này Vương miện đã được trưng bày trong đại sảnh từ năm 2000.
Các vật thể trang trí khác là kính màu và kính thường, được ghép bởi Miksa Róth.
Do bề mặt kiến trúc rộng lớn và rất nhiều chi tiết trang trí, tòa nhà gần như là luôn được thường xuyện trùng tu lại.

## Đường dẫn bên ngoài
- Trang web chính thức và mua vé
- Nhà của Quốc gia: hệ thống thông Tin của hungary Quốc hội
- Hội cho 199 và trước đây 386 thành Viên của quốc Hội